# Caracolita
La caracolita és un mineral de la classe dels sulfats, que pertany al grup de l'hedifana. Rep el seu nom de la seva localitat tipus, la vila de Caracoles, a Xile.

## Característiques
La caracolita és un sulfat de fórmula química Na₃Pb₂(SO₄)₃Cl. Cristal·litza en el sistema monoclínic. Es troba en forma d'incrustacions cristal·lines amb cristalls pseudohexagonales de fins a 1 mil·límetre. La seva duresa a l'escala de Mohs és 4,5.
Segons la classificació de Nickel-Strunz, la caracolita pertany a «07.B - Sulfats (selenats, etc.) amb anions addicionals, sense H₂O, amb cations grans només» juntament amb els següents minerals: sulfohalita, galeïta, schairerita, kogarkoïta, cesanita, aiolosita, burkeïta, hanksita, cannonita, lanarkita, grandreefita, itoïta, chiluïta, hectorfloresita, pseudograndreefita i sundiusita.

## Formació i jaciments
Va ser descoberta l'any 1886 a la mina Beatriz, a Caracoles, a la província d'Antofagasta (Regió d'Antofagasta, Xile), on sol trobar-se associada a altres minerals com la percylita, la galena, la bindheimita i l'anglesita. També ha estat descrita a altres indrets xilens, a Alemanya, a la Xina i a Ucraïna.